# Голендеркі
Голендеркі (пол. Holenderki) — село в Польщі, у гміні Пшедеч Кольського повіту Великопольського воєводства.
Населення — 66 осіб (2011).
У 1975-1998 роках село належало до Конінського воєводства.

## Демографія
Демографічна структура станом на 31 березня 2011 року:
|          | Загалом | Допрацездатний вік | Працездатний вік | Постпрацездатний вік |
| -------- | ------- | ------------------ | ---------------- | -------------------- |
| Чоловіки | 29      | 4                  | 22               | 3                    |
| Жінки    | 37      | 14                 | 15               | 8                    |
| Разом    | 66      | 18                 | 37               | 11                   |